# 아스

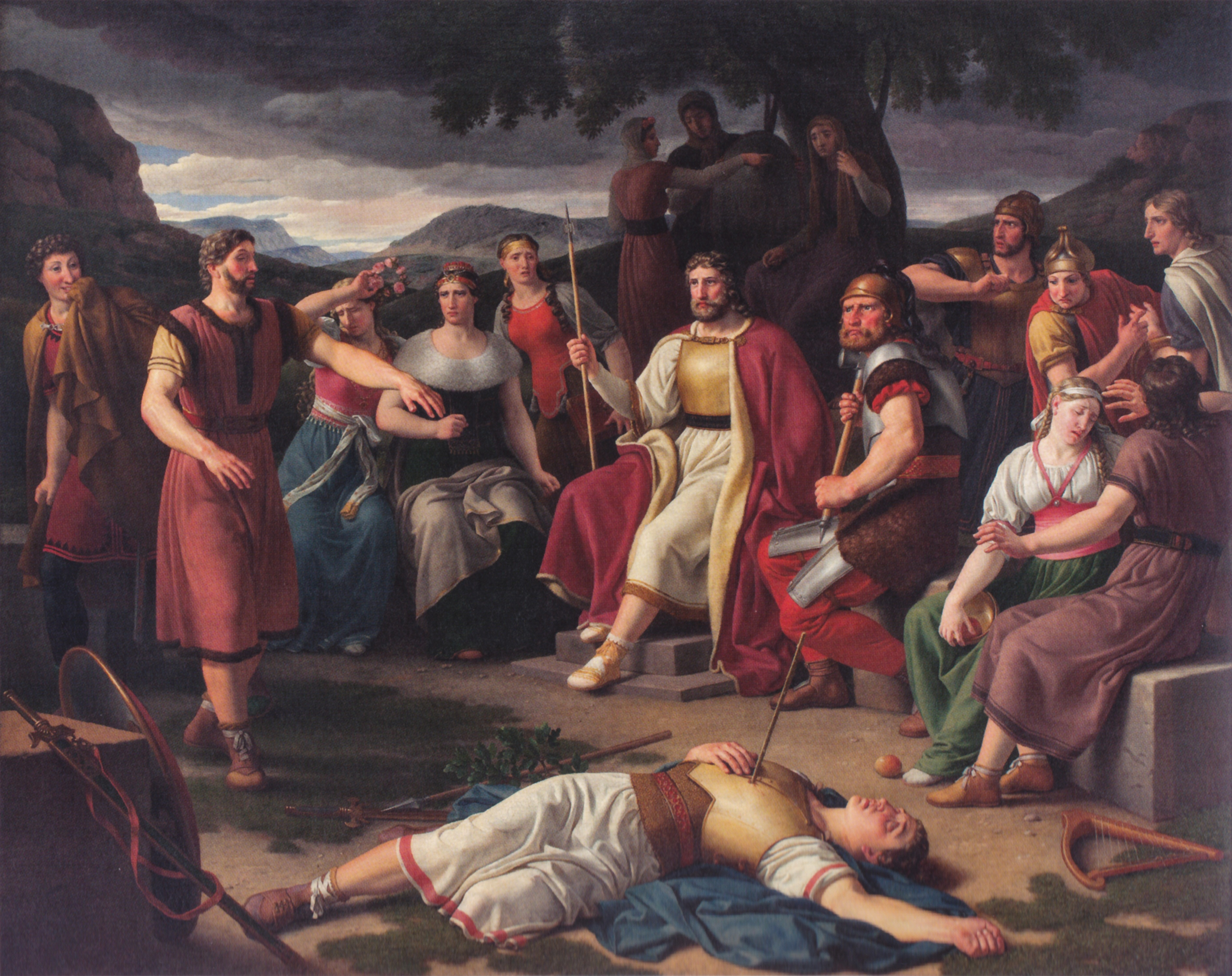
발드르의 시체를 둘러싸고 모인 에시르.

아스(고대 노르드어: áss, 고대 영어: Ēse)는 북유럽 신화의 신족으로, 복수형은 에시르(고대 노르드어:  Æsir)이다. 여성형은 아쉬냐(고대 노르드어: ásynja), 여성 복수형은 아쉬뉴르(고대 노르드어: ásynjur)이다. 우두머리는 오딘이다.

## 같이 보기
- 투어허 데 다넌
- 올림포스 12신
- 아눈나키